# Boletín Oficial de la Provincia de Córdoba
El Boletín Oficial de la Provincia de Córdoba es el diario oficial de la Provincia de Córdoba, es decir, el medio de comunicación escrito que el Gobierno de la Provincia de Córdoba utiliza para publicar sus normas jurídicas (tales como leyes, decretos y reglamentos) y otros actos de naturaleza pública, tanto del poder legislativo, como del ejecutivo y el judicial. 

## Historia
Su creación se remonta al año 1913, con la Ley n.º 2295, del 17 de septiembre de 1913, con el fin de realizar un diario que sea «la publicación oficial de las Leyes, Decretos, Resoluciones, Informes y demás datos que den a conocer el estado y movimiento de la administración pública», como así también una «sección judicial, donde se publicará los edictos y todo otro documento cuya publicación sea legalmente ordenada». El 21 de marzo de 1947, a través del Decreto n.º 870, Serie A, se reglamenta el funcionamiento, organización y tarifas del Boletín Oficial. El 21 de marzo de 1968, mediante Decreto n.º 6354, Serie A, se autoriza al Boletín Oficial a publicar en forma sintetizada los decretos y resoluciones que signifiquen actos administrativos de carácter particular. En el año 1971, el 10 de noviembre, a través del Decreto n.º 4173, se crea la Imprenta del Estado, a funcionar en el ámbito del Boletín Oficial de la Provincia. En el año 2012, el 8 de agosto, se sanciona Ley n.º 10074 de creación de la Edición Electrónica del Boletín Oficial de la Provincia de Córdoba.

## Contenido
El Boletín Oficial de la Provincia de Córdoba se encuentra dividido en cinco secciones, denominadas como sigue y con el contenido descripto para cada una de ellas: 
Primera Sección (Legislación - Normativas) Se incluyen aquí las normas jurídicas (leyes provinciales, decretos, resoluciones, disposiciones).
Segunda Sección (Judiciales) Esta sección comprende edictos y avisos ordenados en el marco de procesos judiciales (edictos sucesorios, citaciones, notificaciones, anuncios de subastas, juicios de usucapión, etc.).
Tercera Sección (Sociedades - Personas Jurídicas - Asambleas y otras) Comprende edictos de constitución de sociedades en el ámbito de la Provincia de Córdoba y diversas publicaciones legalmente obligatorias vinculadas a la constitución, vida y extinción de las sociedades constituidas en la Provincia.
Cuarta Sección (Notificaciones, Licitaciones y Contrataciones) Esta sección refiere a las licitaciones públicas convocadas por los organismos dependientes del Estado provincial cordobés.
Quinta Sección (Municipalidades y Comunas: Legislación - Normativas)

## Carácter público de la información
El Boletín Oficial de la Provincia de Córdoba, de igual manera que los diarios de publicaciones y anuncios legales del resto de las provincias argentinas y otros Estados en general, tiene por función esencial la publicidad de los actos contenidos en él. Como consecuencia, desde el punto de vista de la legislación de protección de datos personales, el Boletín Oficial es una de las fuentes de acceso público irrestricto contempladas por el artículo 5 de la Ley 25.326 de Protección de Datos Personales. 